# Менщикова (Свердловская область)
Менщикова — деревня  в Байкаловском районе Свердловской области. Входит в состав Краснополянского сельского поселения. Управляется Еланским сельским советом.

## Географическое положение
Деревня Менщикова муниципального образования «Байкаловский район» Свердловской области расположена на правом берегу реки Ница в 30 километрах на северо-запад от села Байкалово — районного центра. Входит в состав Краснополянского сельского поселения.

## История деревни
В начале XX века все сельчане — русские, православные; основным занятием было земледелие.

## Часовня
В начале XX века в деревня находилась каменная часовня.

## Население
| 2002 | 2010 | 2021 |
| ---- | ---- | ---- |
| 186  | ↘144 | ↘116 |

## Инфраструктура
Деревня разделена на пять улиц (им Л.Х.Кайгородова, Ленина, Красная, Свердлова, Свободы).